# Тени внутри нас
«Тени внутри нас», (яп. 影の車, кагэ-но курума; англ. The Shadow Within) — японский кинофильм 1970 года с замысловатым криминально-психологическим сюжетом. Режиссёр Ёситаро Номура снял фильм по роману Сэйтё Мацумото. Кинолента начинается как мелодрама на тему прелюбодеяния, но когда история развивается, она перерастает в психологическую криминальную драму с элементами саспенса.

## Сюжет
Однажды, Юкио встречает в автобусе симпатичную женщину Ясуко. Она жила по соседству с ним в его детские годы, теперь она вдова, живущая со своим маленьким сыном. Юкио женат, не имеет детей, он обычный мужчина средних лет, работающий в туристическом агентстве. Юкио утомлён повседневной рутиной и страдает от одиночества, так как его жена совершенно пренебрегает им, она увлечена только общением с подругами. Поэтому он решает утешить одинокую вдову.
Однако при каждом посещении Ясуко, её шестилетний сын Кэн завладевает всеми его мыслями. Он видит глаза мальчика, и занимаясь любовью с его матерью мучается меланхоличными воспоминаниями из своего детства... Он вспоминает своего дядю, влюблённого в его мать-вдову... Он ненавидел дядю и мечтал утопить его на рыбалке.
«Разве я не убил моего дядю? Не знаю... Да, я... Теперь я нахожусь на месте моего дяди, а Кэн пытается убить меня...» Иллюзия и реальность перемешались в голове героя, который ужален своей совестью.
Однажды утром, проведя ночь с Ясуко, он видит Кэна с направленным на него топором и хватает мальчика за горло. На полицейском дознании он настаивает на том, что действовал в порядке самообороны, потому что мальчик пытался его убить. Но кто же поверит, что мальчик шести лет может совершить попытку убийства? Он кричит «Это правда! Мальчик пытался убить меня! Это не ложь! Даже ребёнок может затаить мысль об убийстве!» Затем вновь всплывает изображение из глубин его разума: волны, поглотившие его дядю и красивый закат. Никто не знает наверняка, было ли то фактом, или его иллюзией...

## В ролях
- Го Като — Юкио Хамадзима
- Сима Ивасита — Ясуко Коисо
- Маюми Огава — Кэйко Хамадзима
- Юскэ Такита — дядя Юкио
- Канэко Ивасаки — мать Юкио
- Синсукэ Асида — детектив

## Премьеры
- — 6 июня 1970 года состоялась национальная премьера фильма в Токио[1]
- — европейская премьера фильма прошла 20 августа 1970 года в рамках внеконкурсного показа на 31-м Международном кинофестивале в Венеции[2].
- — премьерный показ в США: 23 января 1973 года[2].

## Награды и номинации
Кинопремия «Кинэма Дзюмпо» (1971)
- номинация на премию за лучший фильм 1970 года, однако по результатам голосования кинолента заняла лишь 7 место.